# 普克尼奇
49°19′29″N 23°55′41″E / 49.32472°N 23.92806°E

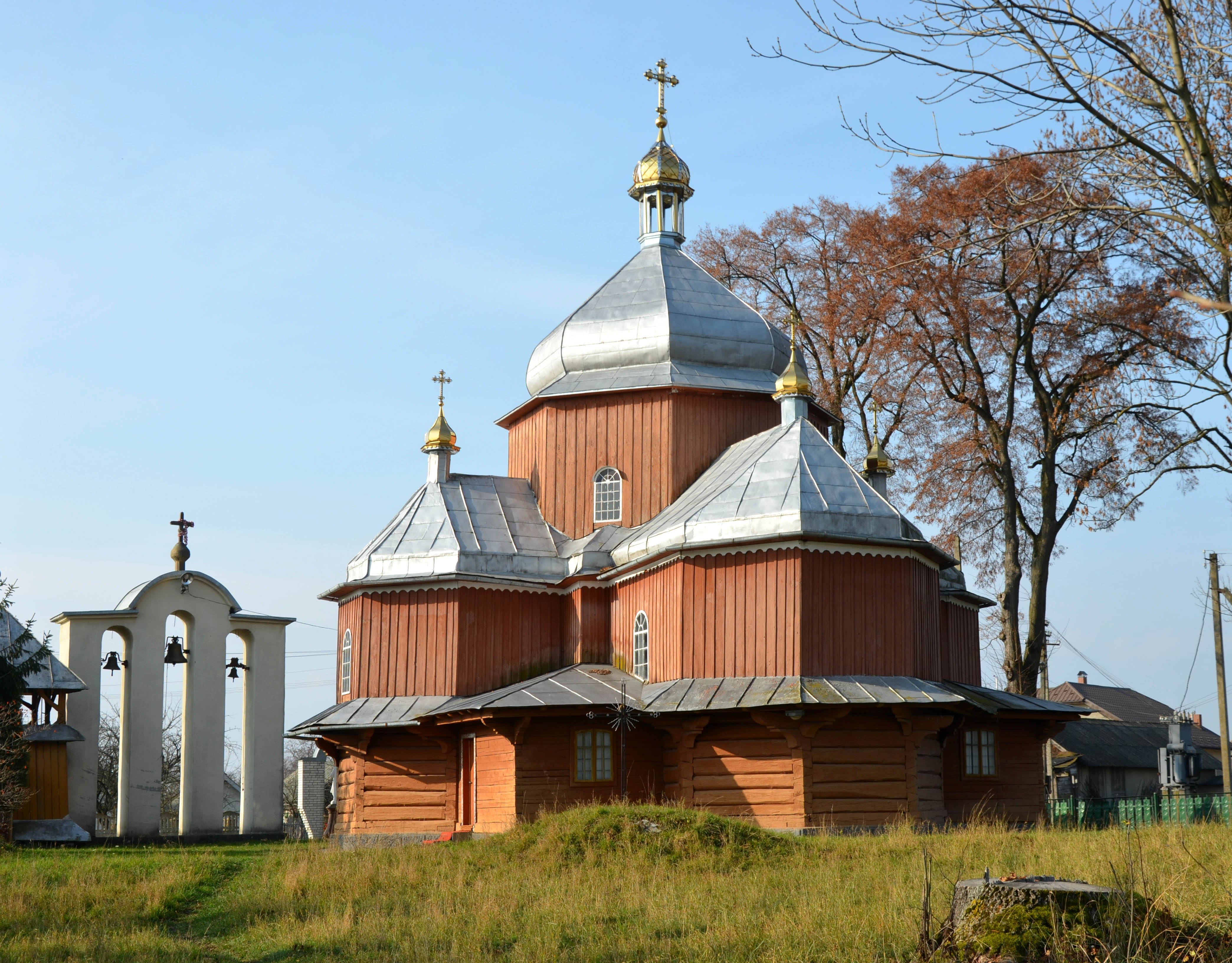
教堂

普克尼奇（烏克蘭語：Пукеничі），是烏克蘭的村庄，位於該國西部利沃夫州，由斯特雷區斯特雷市鎮負責管轄，始建於1458年，面積10.67平方公里，海拔高度275米，2001年人口601，人口密度每平方公里56.35人。